# Arne Næss
Arne Næss (27. ledna 1912 – 12. ledna 2009 Oslo) byl vlivný norský filozof 20. století, propagátor vlastního životního stylu ekosofie a horolezec. V celosvětovém měřítku je zakladatelem tzv. hlubinné ekologie (1973). Domníval se, že v jádru ekologické krize dvacátého století jsou nevyřčené filozofické předpoklady, které vytvořila západní společnost a nekriticky je přijímá. 
Byl známým horolezcem, který v roce 1950 vedl norskou expedici, jež provedla první výstup na Tirič Mír (7 708 m n. m.) (nejvyšší vrchol v pákistánském pohoří Hindúkuš.